# Kendra Leigh Timmins
Kendra Leigh Timmins (London, Canada, 24 april 1992) is een Canadese actrice die bekend is van haar rol in Wingin' It als Denise. Verder heeft ze ook in Degrassi: The Next Generation en in in een komende film Midnight sun gespeeld.

## Films
| Jaar      | Titel                         | Rol                  | Notities                     |
| --------- | ----------------------------- | -------------------- | ---------------------------- |
| 2010-2012 | Wingin' It                    | Denise Simmons       |                              |
| 2012      | The Firm                      | Christine Bower      |                              |
| 2012      | Frenemies                     | Foto-Figurant        | (Niet vermeld op de credits) |
| 2012      | My Babysitter's a Vampire     | Serena               |                              |
| 2012      | Degrassi: The Next Generation | Missy Parker         |                              |
| 2013      | Cracked                       | Molly Olsson         |                              |
| 2013      | Nikita                        | Jonge Amanda Collins |                              |
| 2013      | Port Hope                     | Jenny Clarke         |                              |
| 2013      | Sundae                        | Jessica              |                              |
| 2014      | Midnight Sun                  | Abbie                |                              |
| 2014      | Saving Hope                   | Elisa                |                              |
| 2015      | Remedy                        | Stacey               |                              |
| 2015      | Lost After Dark               | Adrienne             |                              |
| 2016      | American Gothic               | Jonge Molly          |                              |
| 2016      | Ride                          | Kit Bridges          |                              |
| 2017      | A Song for Christmas          | Hailey Lapp          |                              |